# Катык (Шахтёрск)
Каты́к — шахтёрский посёлок, с 20 августа 1953 года — составная часть города Шахтёрск Донецкой области.

## История
В начале XX века московский купец А. И. Катык начал строительство первой угольной шахты на окраине слободы Алексеево-Орловки Таганрогского округа Области Войска Донского Российской империи. Первая шахта была небольшой, в её строительстве было задействовано всего 270 человек (из них 57 женщин и 37 подростков), машин и механизмов ни при строительстве, ни для добычи угля не использовали.
В дальнейшем, шахтовладелец А. И. Катык стал одним из поставщиков угля для Екатерининской железной дороги и промышленных предприятий Горловки и Макеевки. В результате, в 1901—1903 годы он начал сооружение ещё двух угольных шахт. 

### 1905—1917
После начала в 1900 году экономического кризиса положение рабочих угольной промышленности осложнилось, в 1902-1903 годы на шахтах Катыка имели место стихийные выступления рабочих, протестовавших против введенной шахтовладельцем системы штрафов и тяжёлых условий труда. Во второй половине июня 1904 года имело место организованное выступление: углекопы шахты Катыка потребовали от управляющего сократить продолжительность рабочего дня для работающих под землёй с десяти часов до девяти часов, а для работающих на поверхности — с 12 часов до десяти часов, повысить зарплату, ограничить произвол штейгеров в определении размеров штрафов, а также начать выплачивать искалеченным в результате аварий в шахтах работникам денежную помощь в размере половины их месячного заработка. Выступление окончилось безрезультатно — управляющий шахтой написал на заявлении «Углекопы не могут ставить условия своему хозяину».
В 1905 году скопление домов и строений при угольных шахтах превратилось в поселение Катык.
В конце 1911 года А. Катык купил рудник и железнодорожную линию, ранее принадлежавшие С. Посникову. Через два года он открыл здесь шахту «Анна», а в 1914—1915 гг. — шахту «Виктория».
После начала первой мировой войны в 1914 году часть мужчин была призвана в действующую армию, площади обрабатываемых земель сократились, а урожайность снизилась. Рост цен осложнил положение жителей.
11 (24) ноября 1917 года Совет рабочих и солдатских депутатов Чистяковского горного района (в состав которого тогда входил Катык) объявил о поддержке Советской власти и её декретов, 23 декабря 1917 года на общем собрании жителей и работников шахт было провозглашено установление Советской власти, но в дальнейшем, местность оказалась в зоне боевых действий гражданской войны.

### 1918—1953
В 1920 году началось восстановление посёлка и шахт (которые были сначала включены в состав Чистяковского рудоуправления, но в 1922 году — выделены в Давидовское кустовое рудоуправление). 
В дальнейшем, в течение 1922 года в посёлке Катык начала работу медицинская амбулатория, были построены 42 жилых дома и началась ликвидация неграмотности. В 1923 году в посёлке Катык открылась первая больница на 13 коек.
В 1926 году население посёлка Катык составляло 505 человек.
В ходе индустриализации 1930-х годов шахты были реконструированы и оснащены новым оборудованием. 27 октября 1938 года посёлок Катык получил статус посёлка городского типа. В 1940 году площадь жилищного фонда составляла 38 700 кв. метров, а численность населения — 9769 человек. 
В этом же 1940 году предприятия угольной промышленности Катыка выделили из состава треста "Чистяковантрацит" в отдельный трест "Зуевантрацит", добывавший до 5,3 тыс. тонн угля в сутки (1,9 млн тонн в год).
В начале июня 1941 года в посёлке Катык действовали трест "Зуевантрацит" (шахтоуправление и 16 угольных шахт), поликлиника, девять школ, 4 детских сада, детские ясли, несколько магазинов и столовых, 4 библиотеки, 4 клуба и 4 киноустановки.
После начала Великой Отечественной войны в связи с приближением к посёлку линии фронта здесь началась эвакуация оборудования шахт и предприятий. Бои на подступах к посёлку продолжались около двух недель, и лишь 28 октября 1941 года посёлок был оккупирован немецкими войсками. В дальнейшем, гитлеровцы предпринимали усилия, чтобы организовать здесь добычу угля, арестовывали и убивали мирных жителей (шахты № 30—31, 2—2-бис и № 12 были превращены в концентрационные лагеря, и только на территории концлагеря в шахте № 30—31 они убили 180 человек). 
2 сентября 1943 года части 5-й ударной армии РККА освободили Катык. Вслед за этим началось восстановление разрушенного посёлка (отступавшие немецкие войска разрушили здесь шахты, копры, вентиляционные установки, водопровод, большинство общественных и жилых зданий). Так как обеспечивавшая шахты электроэнергией Зуевская ГРЭС тоже была разрушена гитлеровцами, на шахтах № 12 и № 30—31 отремонтировали генераторы и создали небольшие местные электростанции, обеспечивавшие работу оборудования. Для откачки воды из затопленных шахт использовали барабаны на конной тяге. 
В результате, уже в 1943 году были восстановлены и возобновили работу шахты "Анна", "Виктория" и "Контарная № 2", в следующем году — "Давидовка — 1", а в 1945 году — шахта № 2-2-бис, железнодорожная станция и железная дорога к линии Иловайск — Дебальцево.
В начале мая 1945 года посёлок Катык стал районным центром, во второй половине 1945 года на благоустройство поселения правительство страны выделило 137 648 рублей. В посёлке открылась школа (имевшая филиалы при шахтах № 1-бис имени 1-го Мая, № 2-2-бис и № 14-14-бис), а также детские ясли. Жители Пензенской и Рязанской областей РСФСР прислали шахтёрам Катыка помощь и подарки — два эшелона с продовольствием, строительными материалами и электродвигателями.
В соответствии с четвёртым пятилетним планом восстановления и развития народного хозяйства СССР в 1946 - 1947 гг. в посёлке Катык были отстроены средняя школа и клуб (в котором начала работу киноустановка), в 1947 году была восстановлена и возобновила работу больница, в 1948 году начал работу пункт "скорой помощи" и два хлебозавода, а в 1948 — 1950 гг. были реконструированы и оснащены новым оборудованием угольные шахты.
В начале 1948 года население Катыка составляло 10 462 человек.
20 августа 1953 года посёлок городского типа Катык и посёлки Постниково, Северное, Шевченково, а также посёлки при шахтах объединили в город районного подчинения Шахтёрск, а Катыковский район был переименован в Шахтёрский район.